# Linda Gail Lewis
Linda Gail Lewis, född 18 juli 1947 i Ferriday, Louisiana, är en amerikansk sångerska och pianist. Hon är yngre syster till rocklegenden Jerry Lee Lewis samt kusin till TV-predikanten Jimmy Swaggart och artisten Mickey Gilley. Hon började sin karriär tidigt på 1960-talet. Lewis började som jazzsångerska men medverkade också tidigt som duettsångerska på Jerry Lee Lewis inspelningar och turnéer. Hon släppte år 2000 en framgångsrik CD tillsammans med Van Morrison. Sedan dess har hon turnerat främst i Europa med sin rock'n'roll-anstrukna country.
Linda Gail Lewis har också spelat in album tillsammans med döttrarna MaryJean Ferguson och Annie Marie Dolan under namnet "The Lewis 3".

## Diskografi
Album
- 1969 – The Two Sides of Linda Gail Lewis
- 1969 – Together (med Jerry Lee Lewis)
- 1990 – International Affair
- 1991 – Do You Know
- 1991 – Rockin' With Linda – Recorded Live in London
- 1992 – I'll Take Memphis
- 1995 – Love Makes the Difference
- 1999 – Linda Gail Lewis
- 2000 – You Win Again (med Van Morrison)
- 2001 – Rock 'n' Roll Special (med The Firebirds)
- 2002 – Out of the Shadows
- 2002 – Rock 'n' Roll
- 2004 – Boogie Woogie Country Gal
- 2004 – Lie and Deny
- 2005 – Me and the Boys in the Band
- 2006 – Rock, Roll & Remember
- 2006 – Hungry Hill
- 2007 – Dazed and Confused
- 2007 – Jabalaya
- 2007 – You Were There
- 2007 – The Queen of Rock 'n' Roll Live in France
- 2010 – You & Me & Sweet Rock 'n' Roll – Best from Sweden
- 2015 – Heartbreak Highway
- 2015 – Gas Station Flowers
- 2015 – Hard Rockin' Woman

Hitsinglar (topp 100 på Billboard Hot Country Songs)
- 1969 – "Don't Let Me Cross Over" (med Jerry Lee Lewis) (#9)
- 1969 – "Roll Over Beethoven" (med Jerry Lee Lewis) (#71)
- 1972 – "Smile Somebody Loves You" (#39)

Album som "The Lewis 3"
- 2006 – Perfect World
- 2006 – Merry Christmas From Nashville